# Vladimir Maslennikov
Pour les articles homonymes, voir Maslennikov.
Vladimir Maslennikov est un tireur russe né le 17 août 1994 à Lesnoï dans l'oblast de Sverdlovsk. Entraîné par Viatcheslav Koutkine, il a remporté la médaille de bronze de l'épreuve de carabine à 10 mètres aux Jeux olympiques d'été de 2016 à Rio de Janeiro. Maître émérite du sport de la Russie. Il est décoré de l'ordre du Mérite pour la Patrie de 2e classe en 2016.

Il est médaillé d'argent en carabine à 10 m air comprimé par équipe mixte aux Jeux européens de 2019 à Minsk.